# توماس فلوتز
توماس فلوتز (انگلیسی: Thomas Floutz؛ زادهٔ ۱ ژانویهٔ ۲۰۰۰) چهره‌پرداز اهل ایالات متحده آمریکا است. وی همچنین برندهٔ جوایزی همچون جوایز امی ساعات پربیننده شده‌است.